# Probatiomimus
Probatiomimus es un género de escarabajos longicornios de la tribu Acanthocinini.

## Especies
- Probatiomimus eximius Melzer, 1934
- Probatiomimus melzeri Schwarzer, 1931
- Probatiomimus schwarzeri Melzer, 1926
- Probatiomimus signiferus (Thomson, 1865)
- Probatiomimus zellibori Monné, 1990